# Reikai
Reikai (霊界) é uma palavra japonesa que significa “mundo espiritual”. Da palavra rei (霊), que significa “espírito” e kai (界) que significa “mundo”.[carece de fontes?]
Reikai é o mundo para onde as almas vão quando morremos neste mundo em que vivemos, que no caso seria o Ningenkai (人間界), o mundo dos humanos. Após morrermos nossas almas são instruídas a acompanharem uma espécie de Guia Espiritual que nos mostraria o caminho até o Reikai onde pudéssemos aguardar julgamento pelas falhas e virtudes que tivemos durante nossas vidas, sendo julgados pelos dez deuses julgadores, entre eles o Enma. Que seria aquele que nos julgaria no trigésimo quinto dia, um dos juízes do mundo espiritual.